# Satonius
Satonius  (лат.) — род водных жуков из семейства Torridincolidae подотряда Миксофага. Около 5 видов.

## Распространение
Восточная Азия: Китай, Япония.

## Описание
Мелкие водные жуки, длина 1—2 мм. Тело овальное, чёрное; вентральные части светлее, коричневатые. Поверхность микроскульптированная. Самки и самцы отличаются только гениталиями и морфологией абдоминальных сегментов VIII-IX. Глаза сравнительно крупные (отделены друг от друга расстоянием в 3,5—4,0× их собственной ширины), фасетки отчётливые. Клипеус поперечный, примерно в 2,5× шире своей длины. Верхняя губа (лабрум) примерно в 1,5—1,6× шире своей длины, без длинных щетинок по переднему своему краю. Усики короткие, прикрепляются перед основанием глаз, состоят из 11 антенномер. Сегмент XI самый длинный, примерно в 3× раза длиннее предшествующего членика, несёт несколько папилл на своей вершине.

## Систематика
Род Satonius Endrödy-Younga, 1997 впервые был установлен как монотипный для вида Delevea kurosawai Satô, 1982, обнаруженного в Японии.
- Satonius fui Hájek et al., 2011 — Китай[6]
- Satonius jaechi Hájek et al., 2011 — Китай[6]
- Satonius kurosawai (Satô 1982) — Япония[4]
- Satonius schoenmanni Hájek & Fikáček 2008 — Китай[1]
- Satonius stysi  Hájek & Fikáček 2008 — Китай
- Satonius wangi  Hájek & Fikáček 2008 — Китай